# Зарембский, Юлиуш
Юлиуш Зарембский (пол. Juliusz Zarębski; 3 марта 1854, Житомир — 15 сентября 1885, там же) — польский пианист и композитор.

## Биография
Юлиуш Зарембский родился 3 марта 1854 года в городе Житомире. Учился у своей матери, преподавательницы фортепиано, и с десятилетнего возраста выступал с концертами в городских салонах. В 1870—1872 гг. учился в Вене у Йозефа Дакса (фортепиано) и Франца Кренна (композиция), затем в 1873 году на протяжении трёх месяцев совершенствовался в Санкт-Петербургской консерватории, откуда отправился с гастролями в Киев и Одессу, а в 1874 году в Риме поступил в ученики к Францу Листу.
В 1878 году Зарембский с успехом выступил на парижской Всемирной выставке, используя сконструированное Эдуаром Манжо фортепиано с двойной клавиатурой.
С 1880 года занимал должность профессора Брюссельской консерватории. Выступал в составе фортепианного трио с Жан-Батистом Колинсом и Жозефом Серве. Обнаружив первые признаки туберкулёза, в 1883 году полностью отказался от исполнительской деятельности и сосредоточился на композиции.
Зарембский сочинил в общей сложности тридцать с лишним фортепианных пьес, из которых наиболее известен цикл «Розы и тернии» (фр. Les roses et les épines, op. 13), и прощальный Фортепианный квинтет (op. 34), посвящённый Листу и впервые исполненный 30 апреля 1885 г. в Брюсселе с участием автора и консерваторского квартета (Колинс, Енё Хубай, Серве и Дезире ван Стиворт).
Юлиуш Зарембский умер 15 сентября 1885 года в родном городе и был похоронен на Польском кладбище Житомира.